# Оле Ромені
Оле тер Гаар Ромені (нід. Ole ter Haar Romeny, нар. 20 червня 2000, Неймеген, Нідерланди) — нідерландський футболіст, нападник клубу «Еммен».

## Ігрова кар'єра

### Клубна
Оле Ромені починав займатися футболом у своєму рідному місті Неймеген у молодіжній команді клубу НЕК. Під час зимових зборів 2018 року нападника було переведено до першої команди. 19 січня 2018 року у виїзному матчі проти «Алмере Сіті» Ромені дебютував в основній команді клубу. В кінці того матчу нападник отримав червону картку і був вилучений з поля. Тим самим він став наймолодшим гравцем Еерстедивізі, хто був вилучений з поля у своєму дебютному матчі. пізніше та червона картка була анульована.
Другу половину сезону 2020/21 Ромені провів в оренді у клубі Ередивізі «Віллем II». Після оренди футболіст повернувся до «Неймегена».
У січні 2022 року Ромені підпиисав контракт на півтора року з клубом «Еммен». У квітні 2023 року і матчі проти «Геренвена» нападник зробив перший в своїй кар'єрі хет-трик.

### Збірна
З 2018 року Оле Ромені виступав за юнацькі збірні Нідерландів різних вікових категорій.